# Coniocompsa fimbriata
Coniocompsa fimbriata is een insect uit de familie van de dwerggaasvliegen (Coniopterygidae), die tot de orde netvleugeligen (Neuroptera) behoort. 
De wetenschappelijke naam Coniocompsa fimbriata is voor het eerst geldig gepubliceerd door Tjeder in 1957.